# Comuna Kurne, Cervonoarmiisk
Kurne (în ucraineană Курненська сільська рада) este o comună în raionul Cervonoarmiisk, regiunea Jîtomîr, Ucraina, formată din satele Berezova Hat, Kurne (reședința) și Țviteanka.

## Demografie
Componența lingvistică a comunei Kurne
     Ucraineană (98,75%)
     Rusă (1,17%)
     Alte limbi (0,08%)
Conform recensământului din 2001, majoritatea populației comunei Kurne era vorbitoare de ucraineană (98,75%), existând în minoritate și vorbitori de rusă (1,17%).